# 玉皇庙镇 (留坝县)
玉皇庙镇，是中华人民共和国陕西省汉中市留坝县下辖的一个乡镇级行政单位。

## 行政区划
玉皇庙镇下辖以下地区：
玉皇庙村、铜牌沟村、关房子村、天峰村、白庙子村、水柏沟村、下西河村、石窑坝村、娘娘庙村、黄泥堡村、两河口村、大树坝村、石门子村、汪家沟村和晏家坟村。